# لوريكيت أحمر الذقن
لوريكيت أحمر الذقن (الاسم العلمي: Charmosyna rubrigularis)، هو نوع من الببغاء من فصيلة ببغاوات العالم القديم. موطنها الأصلي بريطانيا الجديدة وأيرلندا الجديدة ونيو هانوفر وجزيرة كركار في بابوا غينيا الجديدة.
موائله الطبيعية هي غابات الأراضي المنخفضة الرطبة شبه الاستوائية أو الاستوائية والغابات الجبلية الرطبة شبه الاستوائية أو الاستوائية.

## التصنيف
وضع هذا النوع سابقًا في جنس شارموسينية. ثم نُقل إلى جنس فيني بناءً على دراسة للنسالة الجزيئية لللوريكيتات المنشورة في عام 2020.
وصف هذا النوع في الأصل باسم Trichoglossus Rubrigularis بواسطة فيليب سكويتر في عام 1881. الاسم العام فيني مأخوذ من الاسم التاهيتي للوريكيت المتوطِّن. النعت المحدد Rubrigularis مأخوذ من الكلمة اللاتينية Ruber، والتي تعني الأحمر، والكلمة اللاتينية الحديثة gularis، تعني الحلق. وتشمل الأسماء البديلة للأنوع، لوري أحمر الذقن
يُعرف هذا النوع بشكل عام على أنه أحادي النمط. ومع ذلك، قامت بعض المراجع بتقسيم جمهرته في جزيرة كركار إلى نويع متميز، فيني أحمر الحلق الكركاري V. r. krakari